# Цесевич, Владимир Платонович
Владимир Платонович Цесевич (11 октября 1907, Киев — 28 октября 1983, Одесса) — советский астроном.

## Биография
Родился в Киеве, в артистической семье. Его отец — П. И. Цесевич — был знаменитым оперным певцом, впоследствии — народным артистом РСФСР, мать — Елизавета Александровна Кузнецова — окончила консерваторию, занималась концертной деятельностью.
В 1927 окончил Ленинградский университет, затем обучался в аспирантуре под руководством Г. А. Тихова. До 1933 работал в обсерватории Ленинградского университета, преподавал астрономию и математику в ряде вузов.
В 1933 был назначен директором обсерватории в Душанбе (ныне — Институт астрофизики Академии наук Республики Таджикистан), проработал в этой должности до 1937.
В 1937 вернулся в Ленинград, до 1942 — профессор Ленинградского педагогического института им. М. Н. Покровского и сотрудник Астрономического института АН СССР. Вместе с женой и матерью пережили в Ленинграде первую зиму блокады, в 1942 были эвакуированы в Душанбе.
В Душанбе в 1942—1944 работал профессором Одесского технологического института консервной промышленности и Одесского педагогического института.
С 1944 — профессор, заведующий кафедрой астрономии Одесского университета и директор обсерватории этого университета. Вёл большую педагогическую работу, сформировал научную школу исследователей переменных звёзд.
В 1948—1950 был также директором Главной астрономической обсерватории АН УССР в Киеве.
В 1948 избран членом-корреспондентом АН УССР.
В его честь назван астероид № 2498.
В. П. Цесевич состоял в КПСС.

## Вклад в науку
Основные труды посвящены исследованиям переменных звёзд. Вёл их наблюдения на протяжении более 60 лет, с 1922, выполнил около 200 тысяч визуальных оценок блеска переменных различных типов, а также большое число оценок блеска по фотопластинкам. В 1931 совместно с Б. В. Окуневым организовал службу регулярных наблюдений звезд типа RR Лиры, которая продолжается до настоящего времени. На основании исследований звёзд типа RR Лиры изучил у них эффект Блажко и установил связь между характером изменений их периодов и пространственно-кинематическими характеристиками. Выполнил ряд исследований звезд типа RV Тельца, цефеид (периоды, кривые блеска), а также затменных переменных звезд. Усовершенствовал методы определения элементов орбит и других характеристик затменных звезд по их кривым блеска (предложил метод дифференциальных поправок), разработал метод учета кольцеобразности затмений. В 1939—1940 опубликовал таблицы специальных функций для решения кривых блеска при различных видах затмений. Таблицы Цесевича считаются наилучшими и непревзойденными по точности. Провел наблюдения большого числа затменных систем и определил их элементы.
Наряду с наблюдением переменных звёзд, первым начал наблюдать изменения блеска искусственных спутников Земли, а также изменения блеска астероида Эрос и одним из первых построил теорию его переменности.
Обратил внимание на возможность применения результатов наблюдений искусственных спутников Земли для исследований верхних слоёв атмосферы.
Организовал на Украине и в Таджикистане систематическое фотографирование неба с помощью многокамерных короткофокусных астрографов.
В 1957 организовал наблюдения метеоров по программе Международного геофизического года; совместно с Е. Н. Крамером инициировал создание Всесоюзной службы болидов.
Автор 20 монографий и многочисленных статей, в том числе научно-популярных книг, многократно переиздававшихся в 60‑е — 80‑е гг. XX века.

## Публикации
- Цесевич В. П. Переменные звезды и их значение для изучения Вселенной. — Киев: Издательство АН УССР, 1949.
- Цесевич В. П. Звезды типа RR Лиры. — Киев: Наукова думка, 1966.
- Цесевич В. П., Драгомирецкая Б.А. Звезды типа RW Возничего. — Киев: Наукова думка, 1973.
- Цесевич В. П. Переменные звезды и их наблюдение. — М.: Наука, 1980.
- Цесевич В. П. Что и как наблюдать на небе. — 6-е изд. — М.: Наука, 1984.